# Distretto di Sanshan
Il distretto di Sanshan (三山区S, Sānshān QūP) è un distretto della Cina, situato nella provincia dell'Anhui.